# Paul Octave Hébert

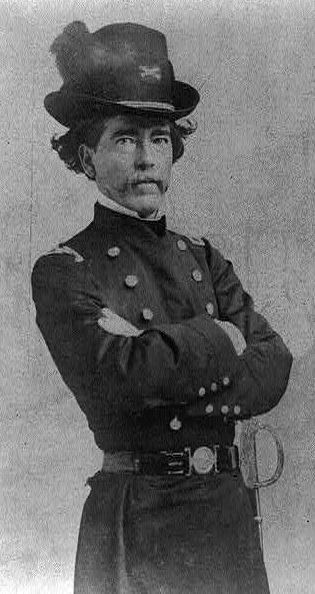
Paul Octave Hébert

Paul Octave Hébert (* 12. Dezember 1818 im Iberville Parish, Louisiana; † 29. August 1880 ebenda) war ein US-amerikanischer Politiker (Demokratische Partei) und von 1853 bis 1856 Gouverneur des Bundesstaates Louisiana.

## Frühe Jahre
Paul Hébert besuchte bis 1836 das Jefferson College in Mississippi und danach die US-Militärakademie in West Point. Dort graduierte er im Jahr 1840 als Bester seines Jahrgangs. In West Point gehörten unter anderem die späteren Generäle William T. Sherman und George Henry Thomas zu seinen Klassenkameraden. Nach seinem Abschluss blieb Hébert bis 1845 als Ausbilder im Ingenieurwesen an der Akademie. Dann schied er aus dem Militär aus.

## Politischer Aufstieg
Im Jahr 1845 wurde Hébert von Gouverneur Alexander Mouton zum Bauminister (Chief Engineer) des Staates Louisiana ernannt. Dieses Amt behielt er, bis er 1847 wieder in die Armee eintrat, um als Oberstleutnant im Mexikanisch-Amerikanischen Krieg zu kämpfen. Dort wurde er wegen seiner Tapferkeit mehrfach ausgezeichnet. Im Jahr 1849 bewarb sich Hébert erfolglos um einen Sitz im Senat von Louisiana. Daraufhin zog er sich für einige Zeit auf seine Zuckerplantage zurück. Im Jahr 1852 war er Mitglied einer Versammlung zur Überarbeitung der Staatsverfassung von Louisiana. Da der amtierende Gouverneur Joseph Marshall Walker wegen seiner Unzufriedenheit mit der neuen Verfassung von seinem Amt zurücktrat, wurden Neuwahlen ausgeschrieben, die Hébert als Kandidat der Demokratischen Partei gewann.

## Gouverneur von Louisiana
Hébert trat sein neues Amt am 22. Januar 1853 an. In seiner Amtszeit wurde die Infrastruktur des Staates weiter ausgebaut. Das betraf unter anderem die Wasserstraßen und die Eisenbahnlinien. Am Ende seiner Regierungszeit waren vier große Eisenbahngesellschaften in Louisiana im Geschäft. Auch das Schulsystem wurde verbessert, wobei erwähnt werden muss, dass das nur für weiße Kinder galt. Damals wurde auch eine staatliche Bibliothek gegründet und die Miliz reformiert. Héberts Amtszeit war von politischen Querelen überschattet. Der Gouverneur versuchte auch Mitglieder anderer politischer Parteien in seine Regierung einzubinden, was ihm von einigen seiner demokratischen Parteifreunde verübelt wurde.

## Im Bürgerkrieg
Nach dem Ende seiner Gouverneurszeit im Januar 1856 zog sich Hébert zunächst wieder auf seine Plantage zurück. Nach der Wahl von Abraham Lincoln zum Präsidenten wurde Hébert Mitglied eines Verteidigungsausschusses, der die Miliz auf militärische Einsätze vorbereiten und Verteidigungsmaßnahmen für den Großraum von New Orleans einleiten sollte. Nach dem Beginn des Bürgerkriegs, an dem Louisiana auf der Seite der Südstaaten teilnahm, wurde Hébert zunächst Brigadegeneral der Miliz von Louisiana und ab August 1861 in der Armee der Konföderation. Während des Jahres 1862 war er in Texas eingesetzt und im Jahr 1863 gehörte er zeitweise zu den Verteidigern der Festung Vicksburg. Den Rest des Krieges verbrachte er wieder in Texas.

## Weiterer Lebenslauf
Nach dem Ende des Krieges wurde er von Präsident Andrew Johnson begnadigt. Danach zog er sich wieder auf seine Plantage zurück. Hébert unterstützte die liberale Reconstruction-Politik des Präsidenten und favorisierte bei den Präsidentschaftswahlen des Jahres 1872 Horace Greeley, der jedoch Amtsinhaber Ulysses S. Grant unterlag und wenig später verstarb. Im Jahr 1873 wurde er noch einmal Bauminister in Louisiana. Hébert war auch Mitglied der Kommission zur Regulierung des Mississippi River (Mississippi River Commission).
Paul Hébert starb im August 1880. Er war zweimal verheiratet und hatte insgesamt fünf Kinder.